# 碳酸氢盐指示剂
碳酸氫鹽指示劑 （英語：Hydrogencarbonate indicator/Bicarbonate indicator）是一種容易吸收二氧化碳的化學物質，用於光合作用和呼吸作用實驗過程中是否釋放二氧化碳。當碳酸氫鹽指示劑呈紫色時，二氧化碳濃度小於0.04%；當指示燈為紅色時，二氧化碳濃度約為=0.04%（即大氣中二氧化碳的含量）；當碳酸氫鹽指示劑呈紅色時，二氧化碳濃度約為0.04%。當鹽指示劑變成黃色時，證明測量到了濃度高於0.04%的二氧化碳。

## 成份
此溶液由兩個溶液A和B組成：
- 溶液A：0.02克百里酚藍和0.01克甲酚紅溶解在2毫升乙醇中
- 溶液B：0.8克碳酸氫鈉和7.48克氯化鉀溶於90毫升蒸餾水中
- 將A、B劑混合，用蒸餾水以9：1000的比例稀釋，即得碳酸氫鹽指示劑。

## 反應
| 二氧化碳濃度 | < 0.04% | = 0.04% | > 0.04% |
| ------------ | ------- | ------- | ------- |
| 顏色         | 紫色    | 紅色    | 黃色    |